# Polythysana rubrescens
Polythysana rubrescens är en fjärilsart som beskrevs av Blanchard 1852. Polythysana rubrescens ingår i släktet Polythysana och familjen påfågelsspinnare. Inga underarter finns listade i Catalogue of Life.